# True Romance (álbum)
True Romance es el álbum de estudio debut de la cantante inglesa Charli XCX.  Fue lanzado el 12 de abril de 2013 por  Asylum y Atlantic Records.  Originalmente programado para su lanzamiento en abril de 2012, el lanzamiento del álbum se retrasó un año completo y había estado en proceso desde principios de 2010 cuando Charli se reunió con el productor Ariel Rechtshaid en Los Ángeles.  Para promocionar el lanzamiento del álbum, Charli se embarcó en una gira promocional de tres fechas por el Reino Unido en abril de 2013.

## Antecedentes y lanzamiento
"You're the One" se ha comparado con la canción de 1991 "Kiss Them for Me" de Siouxsie And The Banshees y Charli estuvo de acuerdo: "En ese momento, estaba escuchando mucho pop oscuro, así que me inspiraron muchos de los graves profundos. Claro, Siouxsie también está allí. Simplemente lo hicimos".
Charli explicó el significado detrás del título del álbum: "Cada rincón de mi propia historia romántica se explora en este disco, así que para mí, es muy crudo, es muy honesto y es muy cierto".  La mayoría de las pistas del álbum fueron lanzadas previamente en el EP You're the One y a través de los mixtapes Heartbreaks and Earthquakes y Super Ultra. El álbum lleva el nombre de la película de 1993 del mismo nombre escrita por Quentin Tarantino, que se muestra en "Velvet Dreaming" del mixtape "Super Ultra".  El 9 de abril de 2013, la edición estándar del álbum estuvo disponible para transmitir en Pitchfork en su totalidad.

## Recepción crítica
True Romance recibió críticas generalmente positivas de los críticos de música.  En Metacritic, que asigna una calificación de normalizado de 100 a las revisiones de publicaciones convencionales, el álbum recibió un puntaje de promedio de 76, basado en 18 comentarios. Marc Hogan de Pitchfork escribió que Charli "saca de los cambiantes Synth-pop de los 80, atrevidos grupos del cambio de milenio y productores contemporáneos de vanguardia para crear algo distintivo e inmediatamente memorable", concluyendo que ella "estampa su personalidad en todo el proyecto, y True Romance  sugiere que valdrá la pena seguirla por un tiempo". Rebecca Nicholson de  The Guardian  descubrió que el álbum era "sorprendentemente raro y lleno de peculiaridades de producción que a menudo se asemejan a una suavidad Grimes", y agrega que "mientras todavía hay un extraño remanente de Marina [and the Diamonds] - lite pop, esto suena como una estrella inminente que está constantemente reclamando su propio territorio".
Heather Phares de AllMusic señaló que Charli "tiene un don para combinar una amplia gama de fuentes de la cultura pop en algo fresco y familiar, así como una afición por los personajes femeninos fuertes".  Phares continuó: "Dado que algunas de estas canciones ya fueron probadas, no es sorprendente que este sea un debut fuerte, pero cuán consistentemente pegadizo y personal True Romance podría levantar algunas cejas". Puja Patel de Spin vio a True Romance como "una desviación de esas frivolidades en lo que respecta a la composición sólida y fiel al objetivo, pero la divergencia y un toque de tontería persiste: Goth, ella no lo es. ¿Dramático? ¿Un poco. Complicado? Como cada estrella del pop en ciernes. ¿Desafiante? Absolútamente". A pesar de afirmar que el álbum "es confuso a veces y definitivamente requerirá múltiples escuchas", Enio Chiola de  PopMatters  opinó que Charli es "el pop divertido que no tiene que avergonzarse de escuchar, y definitivamente vale la pena centrar su atención.  True Romance es sin duda el verdadero comienzo de una carrera ilustre". Lauren Martin de Fact comentó: "El amor, la lujuria y el anhelo se narran y diseccionan en True Romance a través de las relaciones en línea que gradualmente reciben una forma tangible y táctil, estableciendo a Charli como una joven estrella del pop a tener en cuenta." El crítico Will Stone de Rolling Stone describió a True Romance como "el equivalente del álbum pop de un malvado Tumblr".
En una crítica mixta, Nick Levine de  NME  sintió que aunque el álbum "comienza fuertemente" con "Nuclear Seasons" y "You (Ha Ha Ha)", las canciones eventualmente "se vuelven iguales y Charli [...] introduce algún tipo de talk-rap en casi todas las canciones", concluyendo: "Por el momento, su música se consume mejor en fragmentos del tamaño de un blog, no como un álbum pesado de 48 minutos". Del mismo modo, John Murphy de  musicOMH  expresó que "[t] aquí hay mucho para disfrutar en True Romance, aunque probablemente sea mejor probarlo en pequeño dosis ya que no se unen con éxito en el transcurso de un álbum". Paula Mejía de  Consequence of Sound  descartó el álbum como "un valiente intento que no hace mucho más que proporcionar la banda sonora para 'prepararse para salir' en parlantes portátiles". Kevin Liedel de Slant Magazine criticó el álbum como "un poco demasiado hábilmente producido y consciente de sí mismo para ofrecer el tipo de creatividad espontánea o despreocupada elegancia que busca Charli XCX", mientras que dobla su música "casi por casualidad, una posdata a la marca más grande, confirmando que quien sea 'Charli XCX' realmente es, ella es más producto que artista".

## Desempeño comercial
True Romance debutó en el número 85 en la UK Albums Chart, vendiendo 1,241 copias en su primera semana.  Para febrero de 2015, el álbum había vendido 6.302 copias en el Reino Unido.  En Estados Unidos, ingresó en la tabla  Heatseekers Albums en el número cinco, y cayó al número 22 la semana siguiente. El álbum había vendido 12,000 copias en los EE. UU. hasta mayo de 2014. True Romance debutó y alcanzó su punto máximo en el número 11 en el gráfico  ARIA Hitseekers en Australia.

## Lista de canciones
| N.º   | Título                          | Escritor(es)                                       | Productor(es)      | Duración |  |
| 1.    | «Nuclear Seasons»               | Charlotte Aitchison Justin Raisen Ariel Rechtshaid | Rechtshaid         | 4:41     |  |
| 2.    | «You (Ha Ha Ha)»                | Aitchison Joakim Åhlund Derwin Dicker              | Åhlund Gold Panda  | 3:07     |  |
| 3.    | «Take My Hand»                  | Aitchison Raisen Rechtshaid                        | Rechtshaid         | 4:26     |  |
| 4.    | «Stay Away»                     | Aitchison Raisen Rechtshaid                        | Rechtshaid         | 3:47     |  |
| 5.    | «Set Me Free (Feel My Pain)»    | Aitchison Dimitri Tikovoi Rechtshaid               | Tikovoi Rechtshaid | 3:53     |  |
| 6.    | «Grins»                         | Aitchison Mike Tucker                              | Blood Diamonds     | 3:52     |  |
| 7.    | «So Far Away»                   | Aitchison Paul White Todd Rundgren                 | Rundgren White     | 3:21     |  |
| 8.    | «Cloud Aura» (con Brooke Candy) | Aitchison Candy                                    | J£ZUS MILLION      | 2:44     |  |
| 9.    | «What I Like»                   | Aitchison                                          | J£ZUS MILLION      | 3:01     |  |
| 10.   | «Black Roses»                   | Aitchison Raisen Rechtshaid                        | Rechtshaid         | 3:28     |  |
| 11.   | «You're the One»                | Aitchison Patrik Berger                            | Berger             | 3:15     |  |
| 12.   | «How Can I»                     | Aitchison Raisen Rechtshaid                        | Rechtshaid         | 3:55     |  |
| 13.   | «Lock You Up»                   | Aitchison Raisen Rechtshaid                        | Rechtshaid         | 3:31     |  |
| 47:01 |                                 |                                                    |                    |          |  |

| iTunes Store deluxe edition bonus tracks |                                                                       |          |  |
| N.º                                      | Título                                                                | Duración |  |
| 14.                                      | «You (Ha Ha Ha)» (BURNS' Violet Cloud Version)                        | 5:04     |  |
| 15.                                      | «You're the One» (Odd Future's The Internet Remix) (featuring Mike G) | 2:59     |  |
| 16.                                      | «You (Ha Ha Ha)» (Goldroom Remix)                                     | 6:45     |  |
| 17.                                      | «Stay Away» (T. Williams Remix)                                       | 5:18     |  |
| 18.                                      | «You're the One» (Blood Orange Remix)                                 | 4:16     |  |
| 19.                                      | «You (Ha Ha Ha)» (MS MR Remix)                                        | 3:46     |  |
| 20.                                      | «Nuclear Seasons» (Balam Acab Remix)                                  | 4:46     |  |
| 21.                                      | «You're the One» (Climbers Remix)                                     | 3:20     |  |
| 22.                                      | «Stay Away» (Salem's Angel Remix)                                     | 5:01     |  |
| 23.                                      | «Nuclear Seasons» (Hackman Remix)                                     | 4:34     |  |
| 24.                                      | «You're the One» (Loadstar Remix)                                     | 5:03     |  |
| 25.                                      | «You're the One» (St. Lucia Remix)                                    | 4:21     |  |
| 26.                                      | «You (Ha Ha Ha)» (Lindstrøm Remix) (pre-order only)                   | 7:21     |  |
| 27.                                      | «Nuclear Seasons» (Night Plane Remix) (pre-order only)                | 4:44     |  |
| 28.                                      | «You (Ha Ha Ha)» (Melé Remix) (pre-order only)                        | 3:59     |  |
| 29.                                      | «You're the One» (Deadboy Remix) (pre-order only)                     | 5:12     |  |
| 123:50                                   |                                                                       |          |  |

| Enhanced CD bonus content |                                       |          |  |
| N.º                       | Título                                | Duración |  |
| 1.                        | «You (Ha Ha Ha)» (Melé Remix)         | 3:59     |  |
| 2.                        | «You (Ha Ha Ha)» (Lindstrøm Remix)    | 7:21     |  |
| 3.                        | «You're the One» (Deadboy Remix)      | 5:12     |  |
| 4.                        | «Nuclear Seasons» (Night Plane Remix) | 4:44     |  |
| 21:16                     |                                       |          |  |

Notas
- «You (Ha Ha Ha)» tiene samples «You» fue compuesta por Gold Panda.
- «Grins» tiene samples «Grins» fue compuesta por Blood Diamonds.
- «So Far Away» tiene samples «So Far Away» fue compuesta por Paul White, contiene samples «A Dream Goes On Forever» está compuesta por Todd Rundgren.

## Personal
Créditos adaptados de las notas de True Romance.
Músicos
- Charli XCX - vocales
- Tom Boddy - programación adicional  (track 2); remixes de álbum
- Andrew Wilkinson - programación adicional  (pistas 2, 6)
- Dimitri Tikovoi - programación  (track 5)
- Louise Burns - voces adicionales  (track 6)
- Brooke Candy - vocales  (track 8)
- Hal Ritson - teclados adicionales, programación  (track 9)
- Richard Adlam - Teclados adicionales, programación  (track 9)
- Miriam Stockley - coros adicionales  (track 9)

Portada
- Andy Hayes - diseño
- Dan Curwin - fotografía

Técnico
- Ariel Rechtshaid - producción  (pistas 1, 3–5, 10, 12, 13); producción adicional  (track 11)
- Rich Costey - mezclando  (pistas 1, 4, 11)
- Chris Kasych - asistencia para la mezcla, Pro Tools ingeniería  (pistas 1, 4, 11)
- Jocke Åhlund - production  (track 2)
- Stent "Spike" - producción vocal  (track 2); mezclando  (pistas 2, 3, 5)
- Matty Green - asistencia para mezclar  (pistas 2, 3, 5)
- David Emery - asistencia para la mezcla  (track 3)
- Dimitri Tikovoi - producción  (pista 5)
- Blood Diamonds - producción  (pista 6)
- Dan Aslet - producción vocal  (pistas 6–9); mezclando  (pista 8)
- Neil Comber - mezclando  (pistas 6, 7, 9, 10, 12)
- Paul White - producción  (track 7)
- J £ zus Million - producción  (pistas 8, 9); mezclando  (pista 8)
- Patrik Berger - producción  (track 11)
- Dave Bascombe - mezclando  (pista 13)
- Stuart Hawkes - masterización
- Jeremy Cooper - edición

## Posicionamiento en listas
| Listas (2013)                                  | Mejor posición |
| ---------------------------------------------- | -------------- |
| Australia (Australian Hitseekers Albums Chart) | 11             |
| Reino Unido (UK Albums Chart)                  | 85             |
| Estados Unidos US (Heatseekers Albums)         | 5              |

## Historial de lanzamientos
| País           | Fecha               | Discográfica    |
| -------------- | ------------------- | --------------- |
| Países Bajos   | 12 de abril de 2013 | Warner          |
| Irlanda        | 12 de abril de 2013 | Asylum Atlantic |
| Reino Unido    | 15 de abril de 2013 | Asylum Atlantic |
| Estados Unidos | 16 de abril de 2013 | IAMSOUND        |
| Canadá         | 16 de abril de 2013 | Warner          |
| Australia      | 19 de abril de 2013 | Warner          |
| Alemania       | 31 de mayo de 2013  | Warner          |